# Дойранско турско училище
Турското училище или Турското школо (на македонска литературна норма: Турско училиште, Турско школо) е османска училищна сграда в Стар Дойран, Северна Македония.
Сградата е разположена в горната част на Стар Дойран, под дойранската Саат кула, на улица „Велко Влахович“. Сградата е изградена в XIX век и функционира като турско училище до Балканската война в 1912 година. В 2001 година напълно изгаря покривът на сградата.
Сградата е частично запазена. Състои се от приземие и етаж. Построена е на скала и има каменни основи под формата на П с ориентация на изток към Дойранското езеро. Зидовете на приземието са каменни, като на 1,5 m височина има слой от два реда тухли. Етажът е целият граден от камък. Главният вход е централно разположен на изток – директно към приземието и с два крака каменни стълби, формиращи полукръг – към етажа. В приземието има 12 симетрично разположени помещения, в които се влиза от преддверие през пет врати. На източната фасада в приземието има четири прозореца, от които един е преправен на врата. На етажа също има четири прозореца, симетрични на приземните. На северната фасада в приземието има една врата и четири прозореца, от които два зазидани, а на етажа – четири прозореца. На южната фасада в приземието няма отвори, а на етажа има три прозореца. На западната фасада на етажа има шест прозореца. От стълбите се стига на равна тераса на етажа, от която през четири врати се влиза в помещенията, които вероятно са били симетрични на приземните. Приземието е отделено с фасаден венец. Сградата е измазана, като на фасадата има декоративна релефна пластика. Според стари фотографии покривът е бил дървен с турски керемиди. На всички ъгли на фасадата има декоративна пластика от изпъкнали квадратни полета във вертикална линия по цялата дължина на фасадата. Над всички прозорци има релефна декорация с правилни геометрични полета, които формират обшивка около горната зона на прозорците. Фасадата в приземието е разчленена со шест хоризонтални полета.